# Marktkerk Onze-Lieve-Vrouwe (Halle)
De Marktkerk van Onze-Lieve-Vrouwe (Duits: Marktkirche Unser Lieben Frauen) in de stad Halle, (Saksen-Anhalt) werd als laatste middeleeuwse kerk in Halle gebouwd tussen 1529 en 1554. In het Duits wordt de kerk ook wel aangeduid als Marienkirche (Mariakerk), Marktkirche (Marktkerk) of, ingekort, Liebfrauenkirche.
De kerk verving twee oudere kerken waarvan de torens bewaard bleven en onderdeel werden van de nieuwe kerk. Het is een van de belangrijkere gebouwen van de late gotiek in Midden-Duitsland. De vier torens vormen samen met de Rode Toren van het stadhuis het symbool van de stad. Hiermee wordt de bijnaam van Halle, "Stadt der fünf Türme", (stad van de vijf torens) verklaard.

## Geschiedenis

### Ontstaansgeschiedenis
De Marktkerk werd tussen 1529 en 1554 gebouwd op de plaats van de twee voorgangers, de Sint-Gertrudiskerk en de Mariakerk. De westelijk gelegen Sint-Gertrudiskerk uit de 11e eeuw was de kerk van de zoutmakers aan de zoutmarkt. De oostelijk gelegen Mariakerk uit de 12e eeuw was de parochiekerk van kooplieden en handelaars.
Kardinaal Albrecht van Brandenburg, aartsbisschop van Maagdenburg en keurvorst van Mainz, wenste voor zijn residentiestad een representatief kerkgebouw op een centrale plek. Hij wilde samen met de katholieke gelovigen van de stadsraad met de bouw van een prestigieus kerkgebouw de toenemende invloed van de reformatie een halt toeroepen. Daarnaast zocht de aartsbisschop een waardige plaats voor zijn indrukwekkende verzameling van meer dan 8100 relikwieën en 42 complete skeletten van heiligen. Op 17 mei 1529 kwam op zijn instigatie de aartsbisschoppelijke raad, de stadsmagistraat en de stadspastoors in vergadering bijeen. Het besluit werd genomen om de Gertrudiskerk en de Mariakerk tot op de torens volledig af te breken en de twee torenparen van de beide romaanse kerken door de bouw van een geheel nieuw kerkgebouw met elkaar te verbinden. Eveneens werd besloten om de twee kerkhoven van de beide parochiekerken te sluiten en een nieuw kerkhof op de Martinsberg, een heuvel buiten de stadsmuren, aan te leggen. Deze zeer bezienswaardige begraafplaats, ontworpen door Nickel Hoffman die er een meesterwerk van de renaissance mee schiep, heeft een ommuring waarachter zich, naar de godsakker toe, 94 bogen met overdekte grafkelders met fraaie gietijzeren hekken bevinden.

### Bouwgeschiedenis
Van 1529 tot 1530 werden de kerkschepen van de romaanse kerken gesloopt. Behouden bleven de twee zogenaamde blauwe torens van de Gertrudiskerk uit circa 1400 met hun spitsen uit 1507 en 1513. Aan de oostzijde bleven de deels laatromaanse torens met de renaissance bekroning uit 1551-1554 van de Mariakerk staan, die door een brug voor de torenwachter met elkaar zijn verbonden. Het was de taak van de torenwachter om bij brand of gevaar de stad te waarschuwen door de klokken te luiden. Het verblijf van de torenwachter in de toren is op gezette tijden te bezichtigen. Op de brug geven tegenwoordig kleine blaaskapellen hun concerten voor de bezoekers van de markt, vooral rond de kerstperiode.
De tussen de beide torenparen gebouwde nieuwe kerk is de laatste grote hallenkerk die gebouwd werd in de stijl van de Bovensaksische laatgotiek en behoort tot de meest sublieme prestaties van de architectuur uit deze periode in Midden-Duitsland. Het ontwerp leverde de stadsbouwmeester Caspar Krafft. Na diens dood in 1540 nam zijn opvolger Nickel Hoffman de voltooiing van de westelijke hallenhelft en de galerijen op zich. De bouwperiode laat zich in twee fasen verdelen: van 1530 tot 1539 en na een korte onderbreking van 1540 tot 1554. De voltooiing werd met een inschrift in de zuidelijke galerij vastgelegd: DVRCH GOTES HVLF HAB ICH NICKEL HOFMAN DISEN BAW IM 1554 VOLENDET

### Reformatie
De Marktkerk, die gebouwd werd om de invloed van de reformatie in te dammen, werd de plek waar de bekende Duitse hervormer Justus Jonas vanaf de kansel met zijn preek op Goede Vrijdag in het jaar 1541 officieel de reformatie in Halle invoerde. De kerkdiensten moesten deels onder de blote hemel worden gevierd, omdat in deze tijd slechts de werkzaamheden aan het oostelijke deel van de kerk waren afgerond. In hetzelfde jaar verliet de initiatiefnemer tot de bouw, kardinaal Albrecht, de stad voor altijd nadat de standen zich bereid verklaarden zijn torenhoge schulden over te nemen. Maarten Luther preekte in 1545 en 1546 zelf drie keer in deze kerk. Toen Luther in 1546 stierf werd tijdens de rouwtocht van Eisleben naar Wittenberg zijn lichaam opgebaard in de Marktkerk. Ter herinnering aan de reformatie en de grote kerkhervormer heeft men sinds 2006 in de Blauwe Torens een klein Luthermuseum ingericht. Hier kan men het op 19 februari 1546 gemaakt dodenmasker van Luther en de afdrukken van zijn handen bezichtigen.
In de jaren 1840-1841 werd de altaarruimte naar het ontwerp van August Stapel en Karl Friedrich Schinkel heringericht. Hiervoor werd een nieuw altaarschilderij door Julius Hübner vervaardigd met een voorstelling die betrekking had op de Bergredetekst "Aanschouwt de Leliën".
In de geschiedenis van de kerk hebben er verder weinig grote wijzigingen in de bouw plaatsgevonden.

### De Tweede Wereldoorlog
Tijdens het bombardement op het stadscentrum van Halle vlak voor het einde van de Tweede Wereldoorlog, werd de kerk op 31 maart 1945 zwaar getroffen. Een bom tussen de noordoostelijke toren en het kerkschip sloeg de tweede pijler uit de noordelijke rij weg, waardoor een deel van het gewelf instortte. Daarbij raakte het bronzen doopvont beschadigd. Artilleriebeschietingen op 16 april 1945 verwoestten het maaswerkvenster in het westelijke front en brachten het kerkdak en de bekroning van de oostelijke torens aanzienlijke beschadigingen toe. Het herstel van de oorlogsschade strekte zich uit van januari 1946 tot begin 1948.
Nadat het gebouw grote schade opliep bij een opengesprongen verwarmingsbuis in 1967, moest de kerk van 1968 tot 1983 worden gerenoveerd. De werkzaamheden stonden onder toezicht van monumentenzorg en beoogden de situatie van de 16e eeuw zoveel mogelijk te herstellen. Ingevolge werd het oorspronkelijke vleugelaltaar op de oude plaats terug gezet; het 19e-eeuwse altaarschilderij van Hübner kreeg een plaats in de sacristie.

## Beschrijving

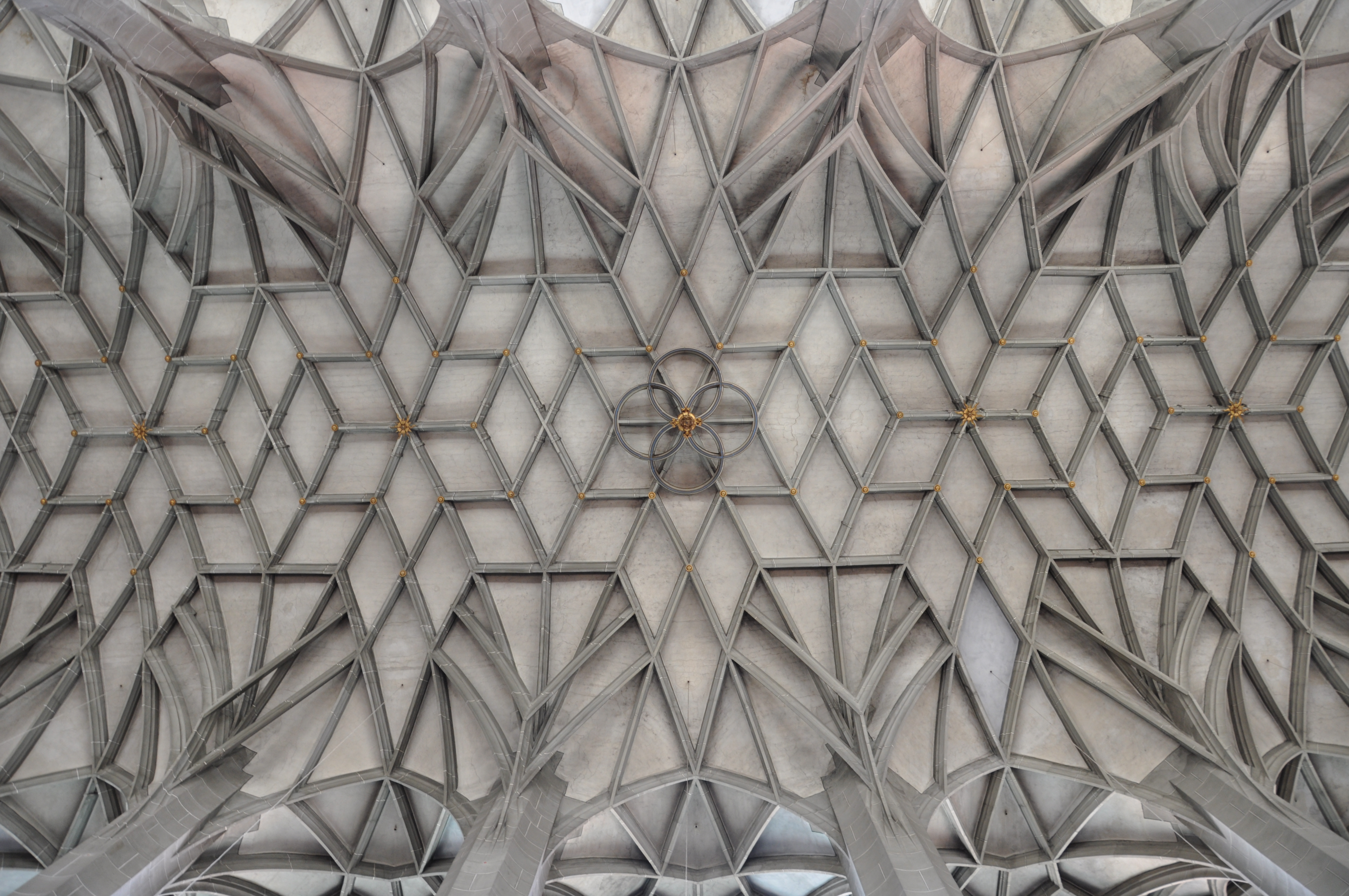
gewelven

Het drieschepige kerkgebouw zonder koor is circa 88 meter lang en 24 meter breed. In het westen van de kerk staan de blauwe torens uit de 14e en 15e eeuw. Ze zijn van natuursteen opgemetseld en hebben achthoekige opzetten met steile spitsen die in de jaren 1507 en 1513 werden geplaatst. In het oosten staan de zogenaamde Hausmannstürme. Het belangrijkste deel stamt uit 1220-1230 en heeft een romaanse oorsprong. De torens hebben eveneens een achthoekige opzet en een renaissance bekroning uit 1551.
Tussen de drie, tien traveeën lange, en even hoge schepen zijn smalle met geometrisch maaswerk gevulde vensters aangebracht. Tien paar slanke, achthoekige pijlers dragen een net- en stergewelf. Vanaf de pijlers voeren de ribben gedeeltelijk zwevend naar het gewelf. Een meesterwerk van laatgotisch metselwerk is de door Nickel Hoffman gecreëerde druiper in het midden van het kerkschip.
Twee identieke portalen aan de zijkanten van het gebouw leiden naar binnen. Ze zijn spitsbogig en hebben een rijke omlijsting. Tussen de steunberen bevinden zich separaat te betreden gebedsruimten uit de 2e helft van de 17e eeuw.
De galerijen in de kerk uit 1550 tot 1554 werden eerst na de reformatie ingebouwd. In 1698 voegde men nog een galerijverdieping toe. De transformatie van een rooms-katholiek interieur naar een protestantse preekkerk komt ook in de toegepaste Bijbelteksten en inschriften op friezen tot uiting. In een dergelijke omvang zonder afbeeldingen kwam tot die tijd de architectonische functionalisering van schrift in kerkruimten niet voor.

## Interieur

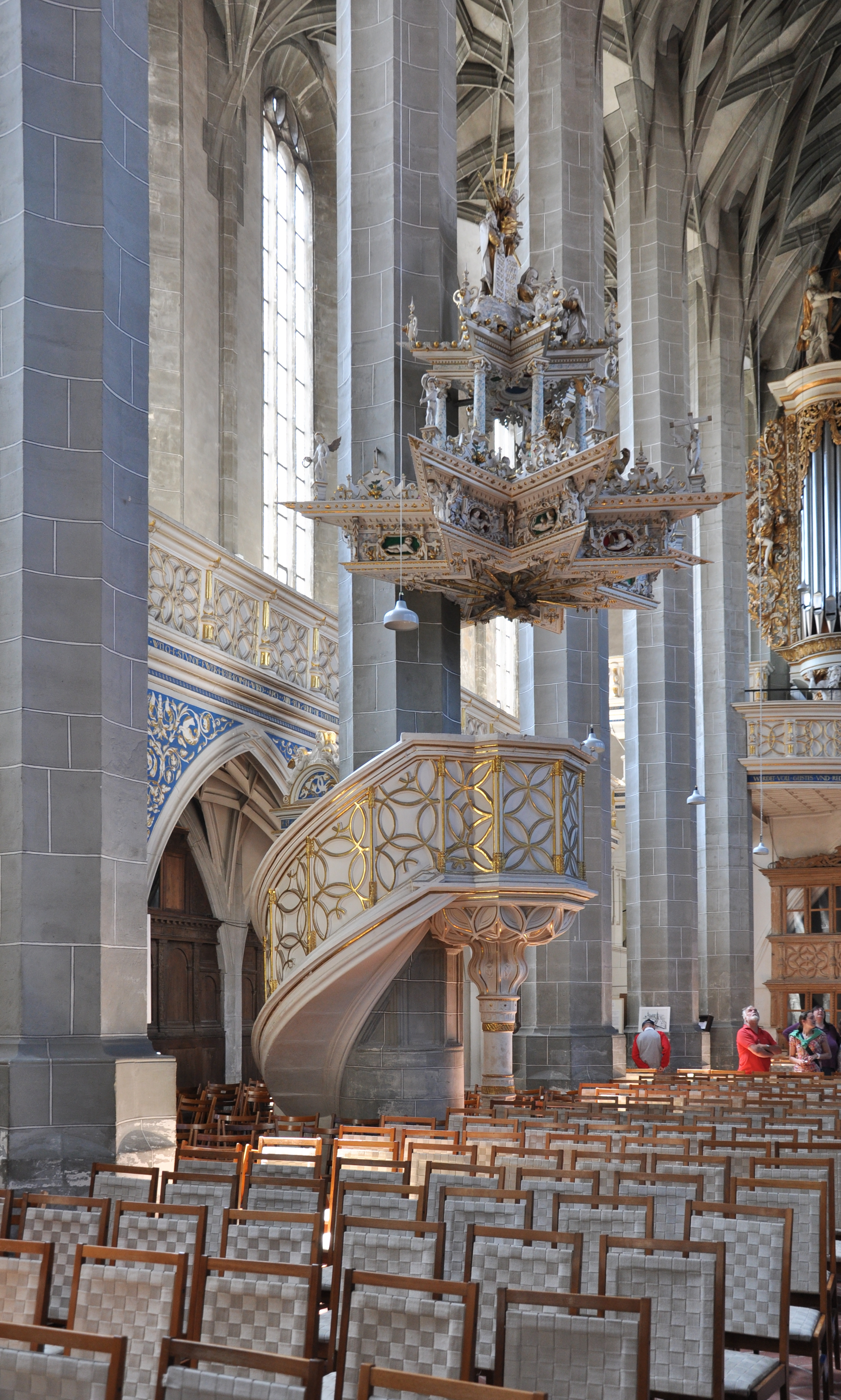
Kansel

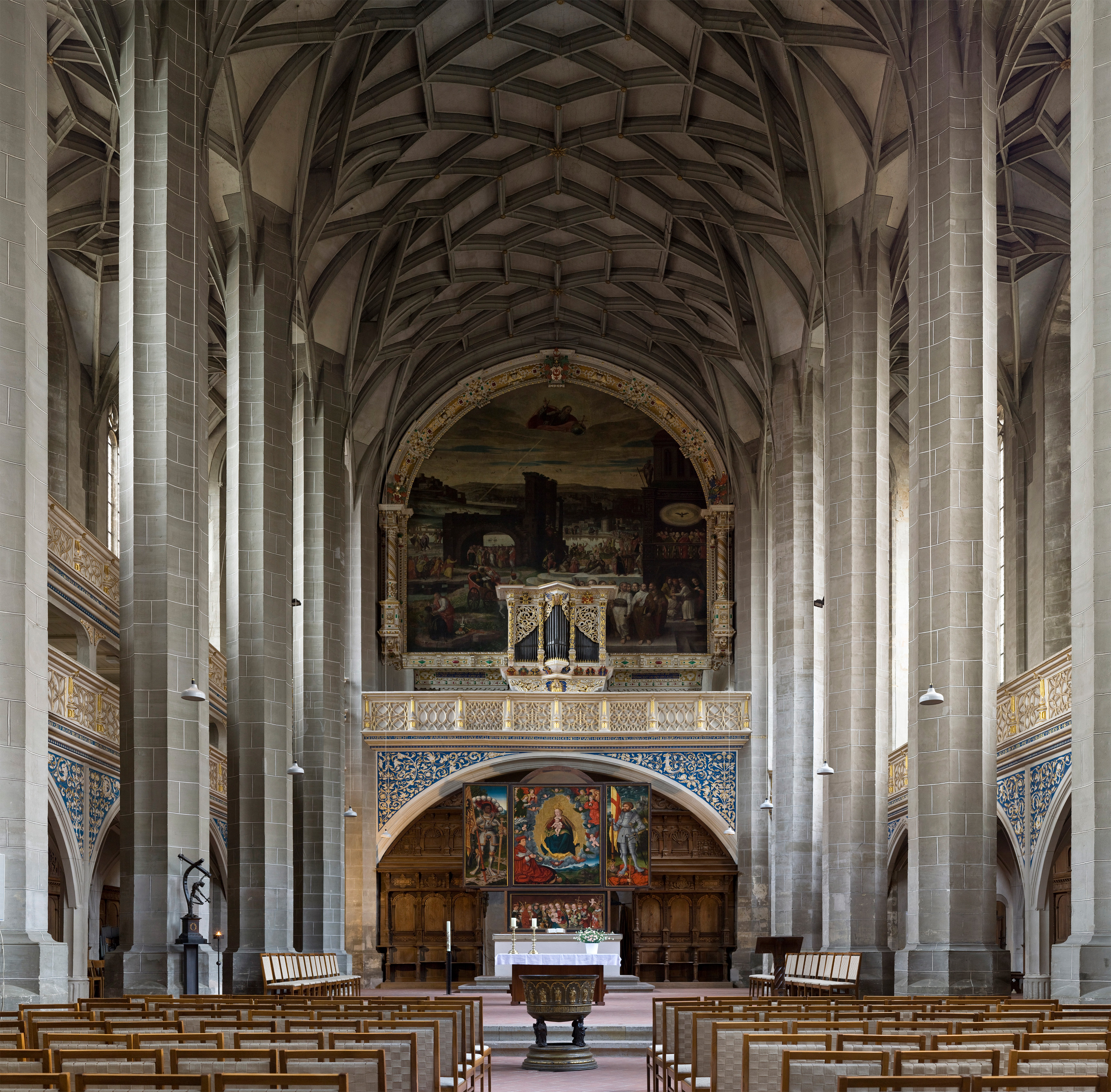
overzicht interieur

De Marktkerk herbergt een groot, houten vleugelaltaar uit het jaar 1529. Het werd in opdracht van kardinaal Albrecht gemaakt en heeft twee bewegelijke en twee vaste vleugels. Het volledig geopende altaar toont kardinaal Albrecht in gebed voor de Moeder Gods met haar Kind op een maansikkel. Rechts en links zijn de ridderheiligen Mauritius en Alexander te zien; de eerste als symbool van het wereldlijke gezag, de tweede van het kerkelijk gezag. Het halfgeopende altaar geeft vier heiligen weer, van links naar rechts: Maria Magdalena, Johannes, Augustinus van Hippo en Catharina van Alexandrië. Het volledig gesloten altaar beeldt van links naar rechts de heilige Ursula, de Verkondiging aan Maria, en Sint-Erasmus uit. De predella toont centraal Maria met Kind aan elke zijde geflankeerd door zeven van de veertien noodhelpers.
Boven het vleugelaltaar werd in 1593 het hele boogveld beschilderd door Heinrich Lichtenfels uit Halle, hetgeen tegenwoordig gedeeltelijk achter het orgel schuilgaat en dus niet geheel meer volledig valt te zien. In een enorme lijst van houtsnijwerk worden scènes uit de geschiedenis van de apostelen getoond. Het deel van het schilderij dat men vanuit het kerkschip niet kan zien en achter het orgel schuil gaat betreft de afbeelding van de gekruisigde Christus.
Het bronzen doopvont stamt waarschijnlijk uit een van de voorgangerkerken. Volgens het inschrift werd het door Ludolf von Braunschweig en zijn zoon Heinrich in Maagdenburg in 1430 gegoten. Het doopvont rust op vier heiligenbeelden. Op de rand zijn in rondbogig maaswerk reliëfs van Christus, Maria en de apostelen te zien.
Eveneens uit een van de voorgangerkerken stamt een sierlijke crucifix met Maria en Johannes uit 1500.
De kansel van zandsteen dateert uit 1541 en werd in het atelier van Nickel Hoffmann gemaakt. Het rijk bewerkte houten klankbord stamt uit 1596 een heeft de vorm van een achthoekige ster met daarboven een kleinere achthoekige ster op acht zuiltjes. Helemaal boven bevindt zich het beeld van de verrezen Christus.
Het deels bewaarde gestoelte met renaissance-houtsnijwerk uit 1561-1595 werd van eikenhout gemaakt. Het is afkomstig uit de werkplaats van Antonius Pauwaert uit het Belgische Ieper.
In contrast met de rest van het interieur staat links naast het altaar aan een pijler een crucifix van zwart ijzer. Het werd in 1976 door de Halberstadtse kunstenaar Johann-Peter Hinz gemaakt met gebruikmaking van een kruis uit de 19e eeuw. Het toont de lijdende Christus, die Zich van het kruis heeft losgetrokken en de rechterhand ter verzoening uitstrekt, zo dat met Hem zelf het kruis meebuigt.

## Orgels

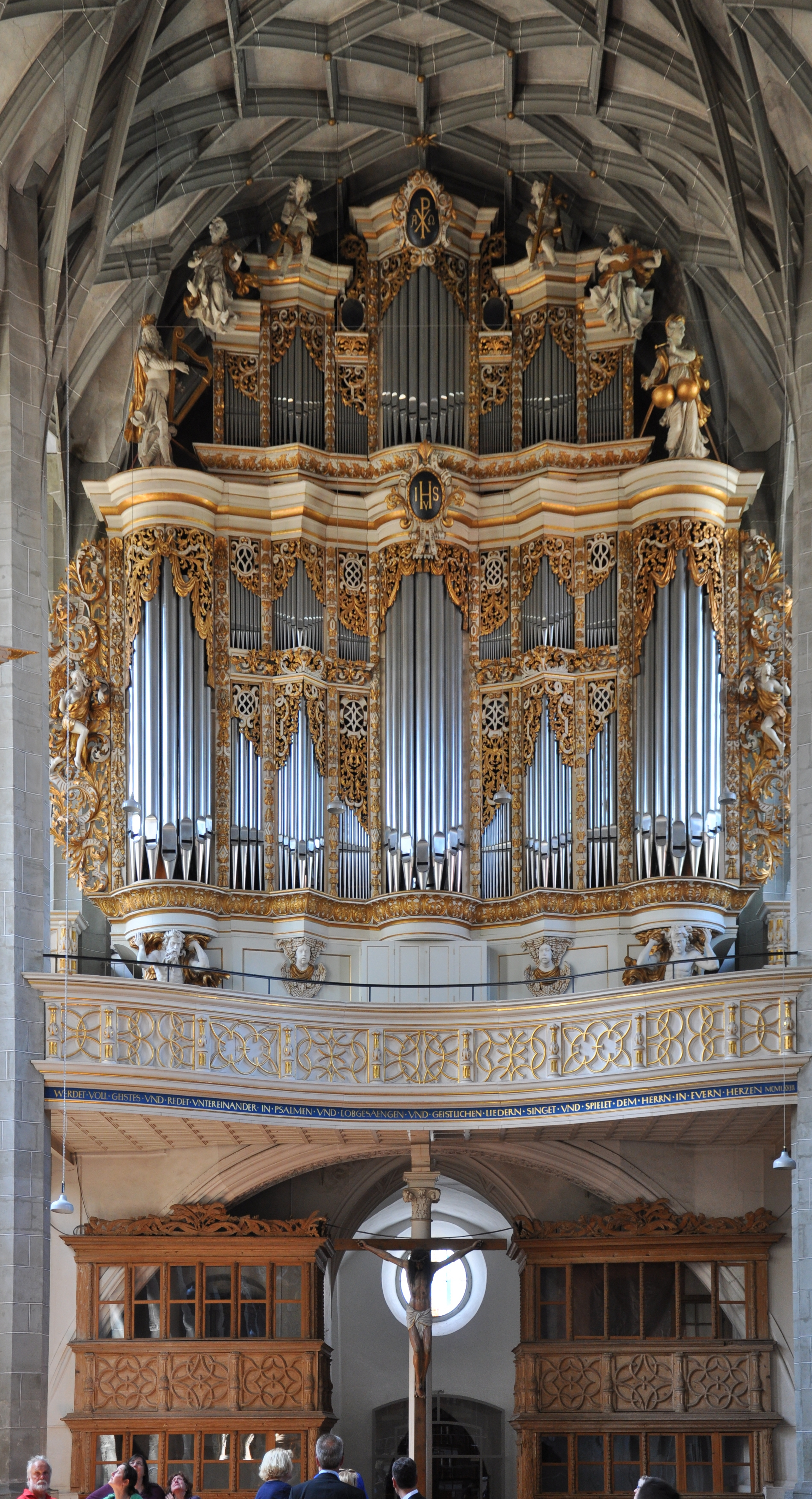
het hoofdorgel

Op de westelijke galerij bevindt zich sinds 1984 een orgel van de orgelbouwer Schuke uit Potsdam. Het orgel werd achter de historische orgelkas van Christoph Cuntzius uit 1713-1716. In 2007 restaureerde Sauer Orgelbau GmbH het orgel. Het werd bovendien opnieuw geïntoneerd. Het orgel bezit 56 registers (4170 pijpen) op drie manualen en pedaal.
Tegenover het grote Schuke-orgel bevindt zich op de oostelijke galerij een klein positief van de orgelbouwer Georg Reichel. Het orgel werd tussen 1663 en 1664 gebouwd en verving een ouder orgel. Het is een van de oudste orgels in Midden-Duitsland. Het orgel heeft zes registers op één manuaal en is op cornettoon gestemd, waardoor het orgelspel ongeveer een kleine terts hoger klinkt dan het notenschrift voorschrijft. Bij de restauratie in de jaren 1971-1972 besloot men het instrument middeltonig te stemmen, waardoor de composities van de oude meesters veel kleurrijker klinken. Ondanks de bescheiden omvang van het instrument draagt het geluid van het orgel opmerkelijk ver.

## Händel en Bach
Op 24 februari 1685 werd de latere componist Händel gedoopt in de Marktkerk. Op het Reichel-orgel kreeg Händel op jonge leeftijd zijn eerste orgellessen van Friedrich Zachow, die er sinds 1684 als organist werkzaam was. In 1713 werd Johann Sebastian Bach gevraagd als organist nadat hij advies had gegeven bij de renovatie van het hoofdorgel op de westelijke galerij. Bach besloot in Weimar te blijven, maar speelde samen met Johann Kuhnau en Christian Friedrich Rolle tijdens de inauguratie van het grote orgel in 1716. Voor de gelegenheid had Gottfried Kirchhoff, een leerling van Johann Pachelbel en de opvolger van Friedrich Zachow, twee cantates gecomponeerd. In de jaren 1747-1764 werkte Wilhelm Friedemann Bach als organist in de Marktkerk.

## De bibliotheek
Tot de Mariakerk behoort ook de Mariabibliotheek. Het geldt als een van de oudste en grootste kerkbibliotheken in Duitsland. De Mariabibliotheek werd door Sebastian Boetius, pastoor van de Marktkerk, in 1552 opgericht. Tot de oprichting van de universiteitsbibliotheek van Halle in 1694 was het de enige publieke wetenschappelijke bibliotheek van de stad.